# Graafstroom (rivier)

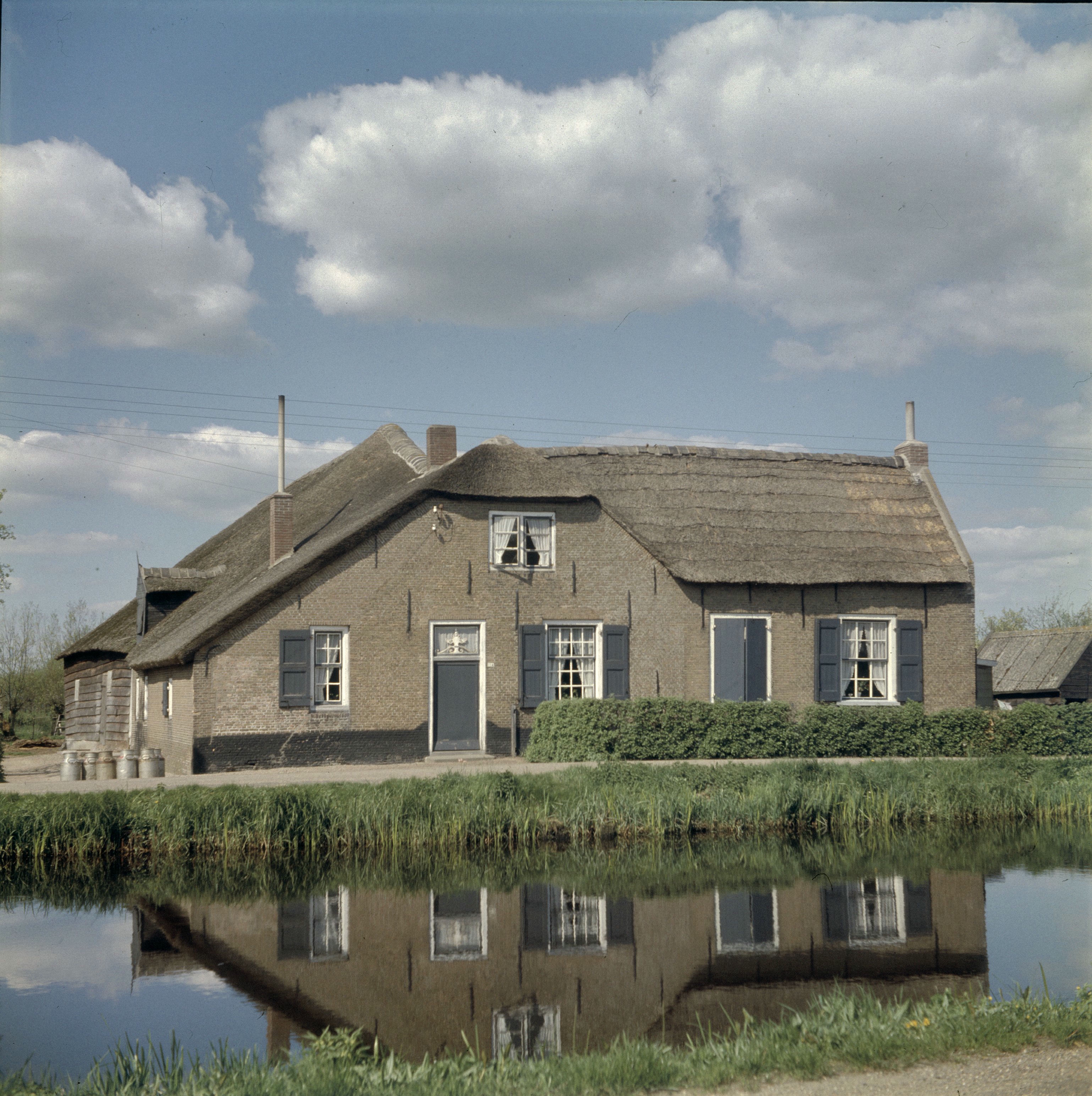
Boerderij, aan de Graafstroom in Vuilendam

De Graafstroom is zoals de naam al aangeeft eigenlijk een gegraven kanaal, in de Nederlandse gemeente Molenlanden (provincie Zuid-Holland), tussen Vuilendam en Hofwegen met een lengte van 6 kilometer.
Het midden van de Alblasserwaard was in de middeleeuwen een hoogveengebied dat moeilijk te bereiken was en daardoor pas later tot ontwikkeling kwam. In de tweede helft van de 13e eeuw werd er voor de ontginning een verbinding gemaakt  tussen twee veenriviertjes: de Goudriaan en de Alblas.
De vroegere bovenloop van de Alblas werd hiermee rechtgetrokken. 
De Graafstroom, waar de voormalige gemeente Graafstroom naar vernoemd was, gaat tussen Bleskensgraaf en Oud-Alblas, ter hoogte van de Wijngaardeseweg, over in de Alblas. Ten westen van Oud-Alblas kent de Alblas een grote bocht naar het noorden toe en weer terug naar het zuiden, die wordt afgesneden door de Nauwe Alblas. Het riviertje stroomt uiteindelijk bij Alblasserdam de Noord in.